# Laure Diebold
Laure Diebold (Diebolt), z domu Mutschler, ps. Mado (ur. 10 stycznia 1915 w Erstein, zm. 17 października 1965 w Lyonie) – działaczka francuskiego ruchu oporu, uczestniczka Wolnych Sił Francuskich, bliska współpracowniczka Jeana Moulina.

## Ruch oporu
Urodziła się w patriotycznej rodzinie w Alzacji, spędziła dzieciństwo w Sainte-Marie-aux-Mines, uzyskała jednak wykształcenie średnie i w 1939 została sekretarką w zakładach Baumgartnera. W 1940, po klęsce Francji, dołączyła do ruchu oporu, działając w organizacji o nazwie Armia Ochotnicza pod pseudonimem Mado. Brała udział w organizowaniu ucieczek więźniów politycznych. Znalazła się wskutek tego na hitlerowskiej liście podejrzanych i musiała uciekać do Lyonu, ukryta w lokomotywie.
31 stycznia 1942 wyszła za mąż za Eugène Diebolda, również działacza ruchu oporu ukrywającego się w Lyonie. Od maja 1942 była łączniczką w grupie „Mitrydat”, organizując łączność ruchu oporu w kraju z działaczami za granicą. W lipcu została pierwszy raz zatrzymana razem z mężem, jednak francuska policja z braku dowodów musiała ich wypuścić. Dieboldowie uciekli do Aix-les-Bains, gdzie Laure Diebold na nowo zaczęła działać w konspiracji, w Wolnej Francji, pod pseudonimami „Mona” i „Mado”. We wrześniu 1942 posiadała podziemny stopień porucznika i została sekretarką Jeana Moulina w Delegacji Regionalnej. W momencie jego aresztowania w czerwcu 1943 Diebold zdołała zbiec i dotrzeć do Paryża, gdzie wykonywała podobne zadania u boku Georges’a Bidaulta.
24 września 1943 została aresztowana razem z mężem i wtrącona do więzienia we Fresnes, gdzie uniknęła tortur, przekonując Gestapo, że jej rola ograniczała się do przekazywania listów. Została wywieziona do obozu w Schirmeck, następnie była więziona w niemieckich obozach koncentracyjnych Auschwitz-Birkenau, Ravensbrück, Meuselwitz i Taucha. Ciężko chora, została uratowana przez czeskiego pracownika szpitala obozowego. W kwietniu 1945 uwolniona przez Amerykanów, wróciła w miesiąc później do Paryża, gdzie ponownie spotkała męża, także wywiezionego do Auschwitz.
Zmarła w 1965 i została zgodnie ze swoim życzeniem pochowana w Saint-Marie-aux-Mines.

## Odznaczenia
- Compagnon de la Libération
- Kawaler Legii Honorowej
- Krzyż Wojenny 1939–1945 (Croix de guerre 1939–1945)
- Medal Ruchu Oporu (Médaille de la Résistance)